# Börse Baku
Die Börse Baku (aserbaidschanisch: Bakı Fond Birjası) ist eine Wertpapierbörse mit Sitz in Baku, der Hauptstadt Aserbaidschans. Sie ist auch unter dem Kurzwort BSEX bekannt. Sie wurde im Jahr 2000 gegründet. Die BSEX ist eine geschlossene Aktiengesellschaft. 

## Unternehmensgeschichte
Die BSEX ist die erste Börse Aserbaidschans. In der Aserbaidschanischen SSR gab es keine Börsen (die erste und einzige sowjetische Börse, die MICEX, wurde 1989 eröffnet). Obwohl das Land 1991 nach dem Zerfall der Sowjetunion unabhängig wurde, konnte, aufgrund der Wirtschaftskrise und der politischen Turbulenzen in der ersten Hälfte der 1990er Jahre, erst zur Jahrtausendwende eine Börse eröffnet werden.
Am 25. Dezember 1999 wurde eine Initiativgruppe zur Errichtung der BSEX eingerichtet. Die BSEX nahm ihren Betrieb am 15. Februar 2000 auf. Der erste Handelsvorgang an der BSEX wurde am 1. September 2000 durchgeführt.
Der Handel mit Unternehmensanleihen an der BSEX begann im Januar 2004. Der erste Aktienhandel an der BSEX wurde im April 2004 durchgeführt. Die Zentralbank der Republik Aserbaidschan begann am 14. September 2004 mit dem Handel ihrer Anleihen an der BSEX. Der Handel mit derivativen Finanzinstrumenten an der BSEX wurde im März 2014 aufgenommen.

## Organisation
Die BSEX handelt mit kurzfristigen  Staatsanleihen, Stammaktien (hauptsächlich von ehemaligen staatseigenen Unternehmen, die privatisiert wurden, einschließlich Lebensmittel- und Getränke-, Bau- und Bankunternehmen) und Devisenterminkontrakten.
Die BSE betreibt den Handel mit Unternehmenswertpapieren. Der Handel mit Staatspapieren (Staatsanleihen des Finanzministeriums der Republik Aserbaidschan und Banknoten der Zentralbank der Republik Aserbaidschan) auf Primär- und Sekundärmärkten erfolgt ausschließlich bei der BSEX. Die staatliche Aufsichtsbehörde für die Börse und den aserbaidschanischen Wertpapiermarkt ist die Finanzmarktaufsichtsbehörde.
Die Tätigkeit der BSEX wird durch die folgenden Rechtsakte und Dokumente geregelt:
- Zivilgesetzbuch der Republik Aserbaidschan
- Normativ-rechtlichen Akte des Staatskomitees für Wertpapiere von Aserbaidschan
- Internen Regeln der BSEX

## Mitgliedschaften
- Sie ist angegliedertes Mitglied in der World Federation of Exchanges.[4]
- Federation of Euro-Asian Stock Exchanges
- Sustainable Stock Exchanges Initiative